# Наездник с высоких равнин
«Нае́здник с высо́ких равни́н» («Бродяга высокогорных равнин», «Всадник высоких равнин») (англ. High Plains Drifter) — художественный фильм в жанре вестерн, снятый Клинтом Иствудом в 1973 году. Иствуд также исполнил в картине главную роль.

## Сюжет
В фильме рассказывается история бродяги-ганфайтера, Человека без имени, нанятого жителями небольшого городка Лаго для защиты от трёх бандитов, недавно вышедших из тюрьмы, куда их отправили местные воротилы из конторы по добыче золота.
В ходе подготовки селения к обороне от жаждущих мести преступников решительный, циничный и невозмутимый герой узнаёт немало нового о местных жителях, спровоцировавших нападение своими жадностью, трусостью и равнодушием друг к другу.
В течение всего фильма герой Клинта Иствуда действует как безымянный. И лишь когда он проезжает мимо назначенного им шерифом карлика Мордекая, на новом надгробии убитого бандитами предшественника последнего появляется надпись: «Маршал Джим Дункан — Покойся с миром!»

## В ролях
- Клинт Иствуд — Незнакомец
- Верна Блум — Сара Бэлдинг
- Марианна Хилл — Колли Трэверс
- Митчелл Райан — Дэйв Дрейк
- Джек Гинг — Морган Аллен
- Стефан Гираш — майор Джейсон Хобарт
- Билли Куртис — Мордекай
- Дэн Вадис — Дэн Карлин
- Роберт Доннер — проповедник
- Бадди ван Хорн — Джим Дункан
- Ричард Булл — Эйза Гудвин

## Съёмки
Съёмки фильма проводились в Калифорнии на озере Моно (ср. название городка от исп. Lago — «озеро»), которое является сильно солёным и вода его непригодна для купания, питья или рыбной ловли. Роль шерифа Джима Дункана во флешбэках сыграл каскадёр Бадди ван Хорн, в течение долгого времени работавший дублёром Иствуда.